# کارل ولف
کارل ولف (به آلمانی: Karl Wolff) (زاده ۱۳ می ۱۹۰۰، مرگ ۱۵ ژوئیه ۱۹۸۴) یک ژنرال آلمانی در دوره رایش سوم و فرمانده کل نیروهای اس‌اس در ایتالیا بود.